# 라울 마가냐
라울 알프레도 마가냐 몬손(스페인어: Raúl Alfredo Magaña Monzón, 1940년 2월 24일 ~ 2009년 9월 30일)는 엘살바도르의 전 축구 선수이다. 그는 엘살바도르 축구 국가대표팀이 처음으로 월드컵 무대에 진출한 1970년 FIFA 월드컵 3경기에 모두 나와 총 9골을 실점했다. 은퇴 이후에는 엘살바도르의 감독을 여러차례 맡았다. 사망 전까지는 4년간 CD 아틀레티코 마르테의 감독을 맡기도 했다. 2009년 위암으로 55세의 나이에 사망했다.